# 涂謹申
涂謹申（英語：James To Kun-sun，1963年3月11日—）籍貫湖北武漢，香港政治人物，香港大學法律系畢業，香港執業律師，前立法會議員，前油尖旺區議會奧運選區議員，民主黨及其前身香港民主同盟的創黨成員。

## 簡歷
涂謹申早年在香港九龍慈雲山長大，父親從事中藥舖小生意。小學時就讀彩虹邨中華基督教會基華小學（與楊潤雄為同班同學），中學就讀九龍華仁書院（與香港浸會大學計算機科學系教授吳其彥為同班同學），曾是中級組與高級組合唱團的成員，又與同學組成一隊民歌組合叫「Stereoisomers」。而預科期間則曾任校內學生會會長。他後來入讀香港大學法律系，畢業後成為執業律師。
2012年香港立法會選舉，他代表民主黨參加2012年香港立法會選舉新增的區議會 (第二) 功能界別，以31.6萬票成為「票王」。在2016年香港立法會選舉獲24.4萬票，成功爭取該介別的最後一席，力壓王國興，成功連任。同屬民主黨的鄺俊宇則以49.2萬票成為「票王」。

## 政治生涯

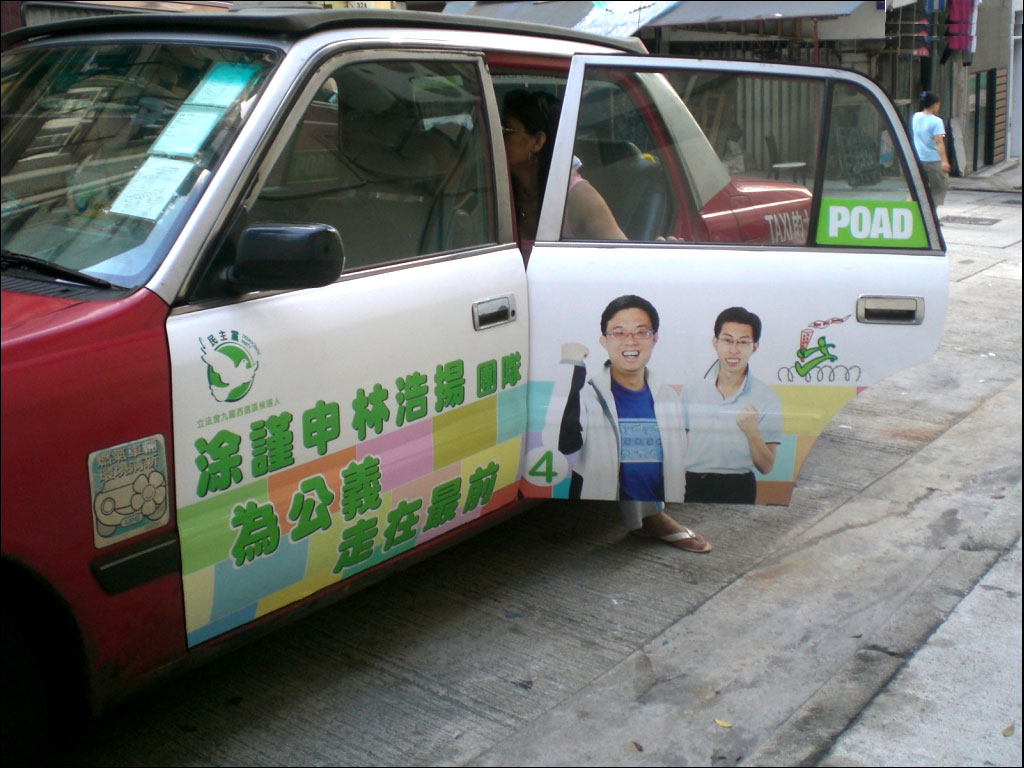
2008年立法會選舉 - 涂謹申團隊

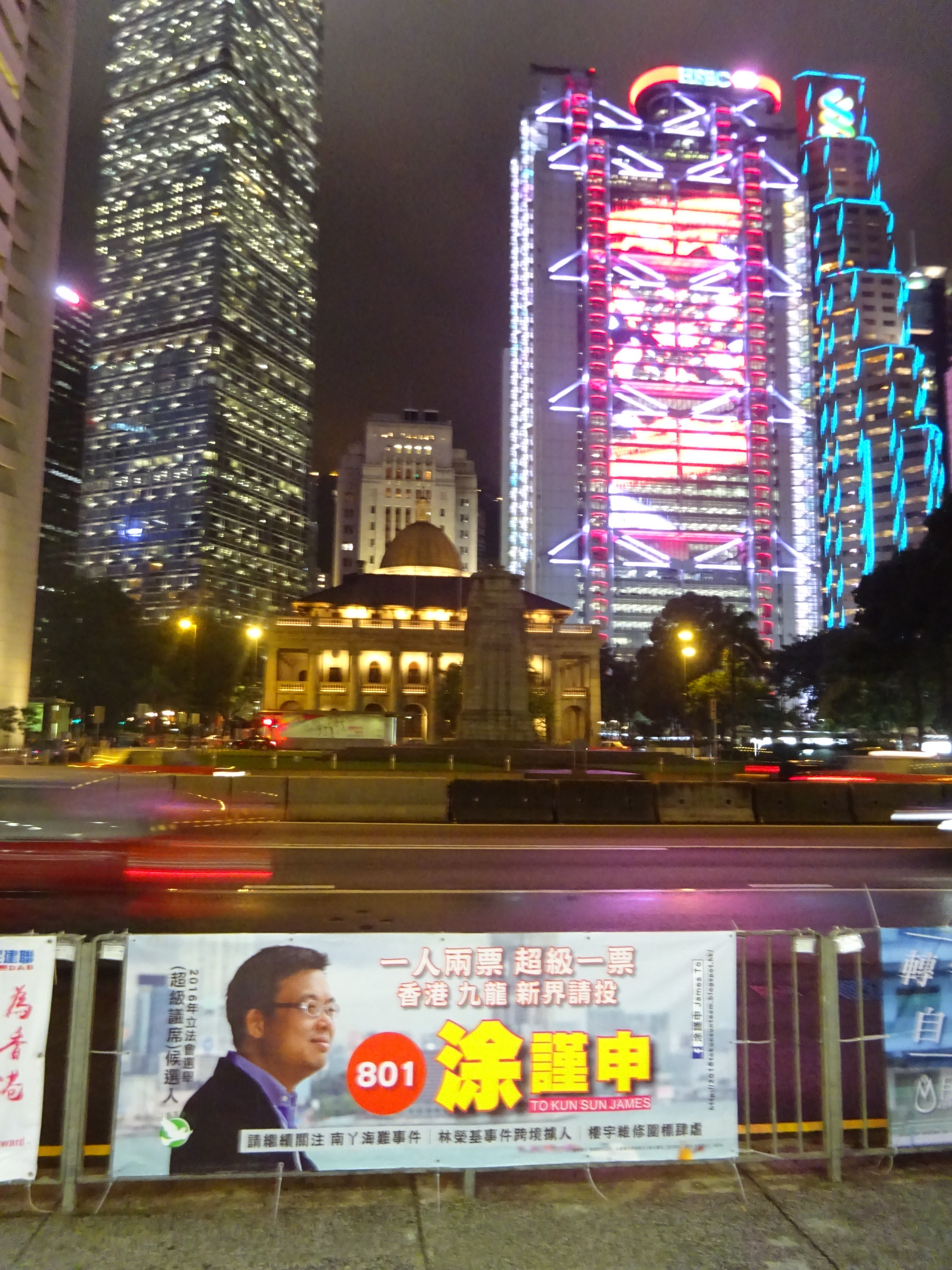
2016年立法會選舉 - 涂謹申

1990年，香港首個政黨「香港民主同盟」（簡稱港同盟，1994年與匯點合併成民主黨）成立，涂謹申成為創黨成員。
1991年3月，參選深水埗區議會選舉，順利當選區議會議員(長沙灣選區)。同年9月，當時28歲的涂謹申參選香港立法局九龍西選區勝出，當選為香港立法局議員，是香港立法議會史上最年輕的當選人，也是最年輕當選的民選立法局議員，至2016年度立法會選舉才被羅冠聰打破。
1995年，涂謹申在九龍西南選區（整個油尖旺區）連任立法局議員。
1997年，中央政府為香港回歸另籌組臨時立法會，涂謹申與其他民主派立法局議員在6月30日主權移交後，被迫「落車」。
1998年，涂謹申在九龍西選區當選首屆立法會議員。1999年，涂謹申在油尖旺區當選區議員（富榮選區）。
2000年，涂謹申在九龍西選區連任第二屆立法會議員。2003年，涂謹申連任油尖旺區議員。
2004年，涂謹申在九龍西選區連任第三屆立法會議員。
2008年，涂謹申在九龍西選區連任第四屆立法會議員。2011年，涂謹申成功重返油尖旺區議會（奧運選區）。
2012年，涂謹申以區議員身份參選香港立法會選舉中，俗稱超級區議會的新增功能組別——區議會（第二）功能界別，涂謹申合共取得31.6萬票，取得七名候選人中最高票數，成為新增的區議會（第二）界別的票王，連任第五屆立法會議員。
2015年，涂謹申以1531票壓倒報稱獨立的重慶市政協委員高曉榮，成功連任奧運選區區議員。
2016年，再度於區議會（第二）功能界別競逐連任，結果在為另一黨友鄺俊宇不斷告急下，票源大幅流失，但仍以243,930票壓倒工聯會王國興233,236票，取得此界別最後一席，成功連任第六屆立法會。他亦成為至今唯一一位自立法局在部分議席第一次由直選產生以來，一直連任至今的議員（臨時立法會時期除外）。
2019年5月6日，涂謹申當選《逃犯條例》法案委員會主席。
2019年，涂謹申以2957票壓倒報稱獨立的李家軒，成功連任奧運選區區議員。

### 從政事件
2003年8月，涂謹申與另一泛民主派立法會議員劉慧卿，到台灣出席由群策會舉辦的「一國兩制下的香港」研討會，劉在會上稱「是否獨立由台灣人自己決定」，事後被建制派人士指此舉是支持台灣獨立，分裂中國。涂謹申事後稱他是支持中國統一，反對台獨，無發表支持台獨的言論，寓意與劉慧卿的立場劃清界線，而劉卻連受親北京人士批評。
涂謹申以「二十三條對香港人權、司法體系的影響」為題在研討會發表論文認為這項立法會戕害香港的人權與自由，並認為二十三條立法也攸關台灣民眾權益，因為稍一不慎即可能被羅織叛國等罪名。他亦說香港的人權與自由「確實是倒退」，又認為世界的民主潮流非集權的中國共產黨所能控制。
2004年，他與何秀蘭、馮檢基、黃成智及麥國風等泛民主派人士到羅湖口岸辦理香港出境手續後拉起寫有“香港民意代表團”和“抗議人大黑箱，要求中央對話”等標語步過羅湖橋，試圖闖關，希望向正於深圳與親北京的香港各界人士會面的港澳辦官員包括喬曉陽傳達港人對0708雙普選及加快香港民主步伐的訴求，並反映對行政長官所提交的政改報告的意見，受到中方便衣人員阻止，涂謹申和何秀蘭被帶入房間短暫扣留，最後被拒絕入境，折返香港，另外三人則獲放行。
2004年末至2005年中，涂謹申被揭發利用政府提供的議員資助，租用民主黨和自己持有的「匯標公司」旗下的物業，作為自己的議員辦事處，事件涉及利益衝突。涂謹申多次辯稱這是「一時疏忽，無心之失」，並向公眾道歉。。民主黨亦展開內部調查，最終涂謹申被裁定須要向政府歸還13萬5千元，及被立法會議員跨黨派的個人利益監察委員會訓誡。不過，陳雲生仍然曾向廉政公署報案，要求廉署介入調查事件，但最後廉署確定事件為無心之失。至2013年10月涂謹申接受基督教週報訪問，表示當時的他難以接受此種醜聞，曾經連飯也嚥不下。
2005年10月28日，一名身份不詳的神秘78歲香港老人於全港各大報章刊登全版廣告，內文只有一句「告訴我，我會看見普選的一天嗎？」涂謹申接受報章訪問時，聲稱此舉有助香港政府「聆聽市民意見」，並承認刊登廣告是他所提議，估計該「神秘老人」在廣告費支出超過20萬港元。
涂謹申原定參加2007年區議會選舉，曾報名參選。但後來以立法會工作繁重為由退選，由黨員黎麗霞替補，黎麗霞在選舉中被民建聯的鍾港武擊敗。選舉後更被李永達批評他為「懶將軍」，因為他在選舉中甚少親身支援九龍西候選人。
2010年政改方案中，民主黨大會雖然支持方案，但內部亦有反對聲音，如李柱銘、鄭家富等，涂謹申初時同屬黨內少數；表明反對民主黨的政改方案，但最後於立法會上跟隨民主黨的決定投支持票。
2011年，涂謹申積極協助馬尼拉人質事件遇害香港人家屬，向菲律賓政府展開民事索償及追究責任。
2012年香港立法會選舉，他在區議會（第二）功能界別以最高票數當選，但於當選前後均表示希望取消功能組別，使所有香港市民都擁有相同的票值，成為真正的普選。
2015年7月22日，在立法會投票以權力及特權條例調查鉛水事件時因為需要接見市民申訴，與陳偉業及梁耀忠一同缺席投票，被人質疑是他們導致動議被否決。
2020年9月，香港出現三權分立爭議，多位法律界開腔指《基本法》清晰界定三權分立，特首林鄭月娥歸咎有關爭議是宣傳教育不足、有人居心叵測挑起矛盾，或有人對憲制認知不深。民主黨議員涂謹申回應時批評，實際上最先挑起今次矛盾的正是要求教科書刪除「三權分立」論的教育局局長楊潤雄，批評特區政府現時是想改寫歷史。
2021年1月6日因早前參與立法會民主派初選涉嫌違犯《中華人民共和國香港特別行政區維護國家安全法》而被捕，但最終未被起訴。
2021年9月，涂謹申因在新宣誓要求下被裁定宣誓未被確認，即時離任區議員一職。

## 個人生活
2008年1月，東週刊報導指，涂謹申妻子袁彩蓮與姓李的計程車司機發生婚外情，並表示有意與涂謹申離婚，袁於兩個月前搬離寶馬山花園住所，租住北角一個單位。而涂謹申表示：「因事件與公職無關不作評論」，不承認或否認該報導。首段婚姻並無任何子女。
2008年9月，涂謹申成功連任立法會。2010年初，涂謹申帶領民主黨內旺角社區主任袁海文及太子社區主任劉俊業成立旺角太子工作團隊，服務旺角區內市民。
2009年12月，涂謹申再婚，新娘子為公關公司高層蘇麗芬（Sue），由時任黨主席何俊仁議員（亦為律師）擔任婚禮監禮人，其太太於2011年5月證實懷孕3個月。10月31日，兒子出生，取名信之（Samuel）。

## 外部連結
- 涂謹申個人網頁（页面存档备份，存于）
- 香港立法會：涂謹申議員（页面存档备份，存于）
- 阿：逆向歧視絕對存在（页面存档备份，存于）
- 阿楊潤雄的那些年（页面存档备份，存于）
- 宗教信仰與從政生涯 涂謹申低谷中見神恩（页面存档备份，存于）

| 議會席位    | 議會席位                                                                                   | 議會席位      |
| ----------- | ------------------------------------------------------------------------------------------ | ------------- |
| 前任： 首任 | 油尖旺區議會 富榮選區 2000年—2007年                                                        | 繼任： 鍾港武 |
| 前任： 首任 | 油尖旺區議會 奧運選區 2012年—2021年9月29日                                                 | 繼任： 懸空   |
| 前任： 首任 | 香港立法會《2019年逃犯及刑事事宜相互法律協助法例（修訂）條例草案》委員會主席 2019年5月6日— | 繼任： 現任   |